# Драгомирна
Драгомирна (рум. Dragomirna) — православний монастир на території села Мітоку-Драгомірней однойменної комуни повіту Сучава в Румунії.

## Історія
Один із найстаріших монастирів на Південній Буковині (початок бере з 1607 року), розташований поблизу міста Сучава в Румунії. Монастир розпочався з церкви, спорудженої митрополитом Анастасієм Кримкою. Велику грошову допомогу Кримці надав митрополит Петро Могила. Церковні книги тут, як і в більшості Молдови, велись тоді староруською мовою. Анастасій Кримка створив тут школу руської мініатюри і у 1609 році сам розписав "Євангеліє". Оборонні мури були зведені у 1628-1635 роках на кошти господаря Молдавії Мирона Барновського-Могили. Проте мури не змогли захистити монастир від набігів і пограбувань козаків, польського війська та татар.

З 1763 по 1775 рік настоятелем монастиря був Паїсій Величковський, українець з Полтави, випускник Києво-Могилянської академії. Він привів сюди з Афону 63 ченці. Цей період самі церковники вважають одним з найкращих для монастиря.

Після ліквідації монастирів на території Російської імперії та Гетьманської України, вважався неформальним духовним центром Запорозької Січі. Козацька старшина надавала сталу фінансову допомогу Драгомирненському монастирю.

У час Австро-Угорської імперії (XIX сторіччя) зубожів, однак не був закритий, як більшість православних монастирів Буковини..

## Сучасність

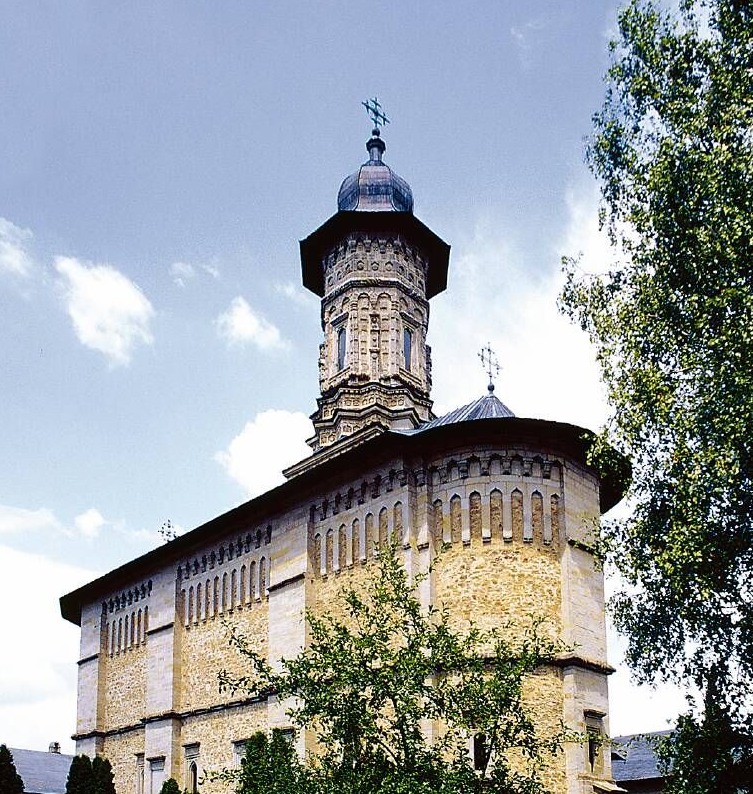
Церква Зішестя св. Духа

Зараз монастир належить Румунській Православній церкві Бухарестського патріархату. Реставрація відбулася в другій половині ХХ ст. При монастирі — музей православних старожитностей. Центр паломницького руху.